# Goldkehltukan
Der Goldkehltukan (Ramphastos ambiguus) ist eine Vogelart aus der Familie der Tukane. Er kommt in Zentral- und Südamerika vor. Es handelt sich um einen großen Vogel, der auf Grund seiner Schnabelform eindeutig als Tukan identifizierbar ist. Innerhalb seines Verbreitungsgebietes kann er nur mit dem Küstentukan verwechselt werden. Dieser ist ähnlich gefärbt, aber deutlich kleiner.
Die Art wird von der IUCN als ungefährdet (least concern) eingestuft. Die genauen Bestandszahlen sind nicht bekannt, sie gilt aber in Teilen ihres Verbreitungsgebietes als häufig. In einigen Regionen sind die Bestände jedoch auf Grund von Lebensraumzerstörungen sehr stark zurückgegangen.
Es werden mehrere Unterarten unterschieden.

## Erscheinungsbild
Goldkehltukane werden 56 bis 61 Zentimeter groß. Die Männchen der Nominatform erreichen eine Flügellänge von 22,0 bis 24,8 Zentimeter. Die Schnabellänge beträgt zwischen 15,3 und 19,8 Zentimeter. Weibchen erreichen eine Flügellänge von 20,6 bis 24,8 Zentimeter. Ihre Schnabellänge beträgt zwischen 13,1 und 15,1 Zentimeter. Der kleinere Schnabel der Weibchen ist der einzige auffallende Sexualdimorphismus.

### Gefieder und Schnabel der Nominatform
Adulte Vögel der Nominatform haben einen schwarzen Oberkopf, eine schwarze Körperoberseite und einen schwarzen Schwanz. Die Federn vom Oberkopf bis zur Mitte des Rückens haben alle eine dunkel-rotbraune Spitze, was der Körperoberseite an diesen Stellen einen rotbraunen Schimmer verleiht. Die Körperunterseite ist von der Brust bis zum Bauch und den Flanken ebenfalls schwarz. Ein kleiner Strich zwischen dem Oberkopf und dem Schnabel ist gelb gefiedert. Gelb ist außerdem die untere Gesichtshälfte sowie die Kehle. Ein schmales weißes und rotes Band setzt die gelbe Brust von der ansonsten schwarzen Körperunterseite ab. Die Oberschwanzdecken sind weiß bis cremeweiß, die Unterschwanzdecken sind leuchtend rot.
Der Schnabel ist lang, der Oberschnabel ist stark gebogen und läuft in einer Spitze aus. Die Schnabelfärbung ist gelb und schwarz, wobei der Unterschnabel vollständig schwarz ist. Die nackte Gesichtshaut ist blau bis blassgelb oder grünlichgelb. Rund um das Auge verläuft eine dünne schwarze Linie. Die Augenfarbe ist individuell stark verschieden und variiert von Grau über Graubraun bis Braun oder Dunkelgrün. Die Beine und Füße sind bläulich bis blaugrau gefärbt. 
Jungvögel haben ein matteres Gefieder, dessen schwarze Partien eher rußfarben wirken. Die gelben Partien des Federkleides sind heller, die rote Unterschwanzdecke hat einen orangen Ton. Die Schnabelfärbung unterscheidet sich noch deutlich von der der adulten Vögel und kann vollständig hornfarben sein.

### Erscheinungsbild der Unterarten
Die Unterart Ramphastos ambiguus swainsonii, die in Honduras, im Nordwesten Kolumbiens und im Westen Ecuadors vorkommt, unterscheidet sich von der Nominatform dadurch, dass die bei der Nominatform schwarzen Schnabelpartien eine überwiegend braune Färbung haben. Die Augen sind gelbgrün bis grünlichgelb. Die Nominatform Ramphastos ambiguus abbreviatus, die im Nordosten Kolumbiens sowie im Nordwesten und Norden Venezuelas vorkommt, hat eine unbefiederte Gesichtshaut, die stärker grünlich als bei der Nominatform ist. Die Schnabelfärbung ist ansonsten mit der der Nominatform identisch.

## Verbreitungsgebiet und Lebensraum
Das Verbreitungsgebiet des Goldkehltukans erstreckt sich lückig vom Südosten Honduras bis nach Venezuela, Ecuador und Peru. Im Südosten Honduras kommt er vereinzelt vor, in Nicaragua ist er nur in den noch verbliebenen Waldgebieten vertreten. In Costa Rica und Panama beschränkt sich seine Verbreitung jeweils auf die östlichen Landeshälften, im Westen ist er jeweils sehr selten. In Südamerika reicht das Verbreitungsgebiet von Panama bis in den Südwesten Ecuadors sowie zu den Osthängen der Anden. In Kolumbien ist er nur vereinzelt an den Osthängen der Anden vertreten und kommt von dort bis ins mittlere Peru vor. Die Nominatform besiedelt überwiegend Bergregenwälder der Ostanden. Das angrenzende Tiefland wird von einer Unterart des Weißbrusttukans besiedelt, was durch eine ökologische Konkurrenz dieser etwa gleich großen Art vermutlich ein Einwandern des Goldkehltukans in tiefere Zonen verhindert. Die zwei anderen Unterarten haben dagegen eine weniger festgelegte Höhenverbreitung und kommen sowohl in küstennahen flacheren Bergregionen als auch an Höhenlagen vor.
In Mittelamerika ist der Goldkehltukan überwiegend ein Vogel der Niederungsgebiete. In Costa Rica kommt er in Höhenlagen bis 1200 und lokal sogar bis 1850 Meter vor. In Panama hält er sich überwiegend unterhalb von 1200 Höhenmetern auf. In Kolumbien wurde er bereits in Höhenlagen von 2650 und im Westen Ecuadors in Höhen von 2286 Metern beobachtet. In Peru kommt er in Höhen zwischen 700 und 1859 Metern vor. Sein Lebensraum sind im Tiefland feuchte, tropische und an Berghängen feuchte, tropische und subtropische Wälder. Zu seinem Verbreitungsgebiet gehören auch Sumpfwälder und Nebelwälder. Er kommt bevorzugt an Waldrändern und auf Lichtungen vor, lebt aber auch in älteren Sekundärwäldern sowie Galeriewäldern und Gärten, Plantagen sowie Golfplätzen mit altem Baumbestand. Er lebt überwiegend in den Baumwipfeln, kommt während der Nahrungssuche jedoch auch in die unteren Baum- und Strauchbereiche herab, gelegentlich sogar auf den Boden.

## Nahrung und Nahrungserwerb

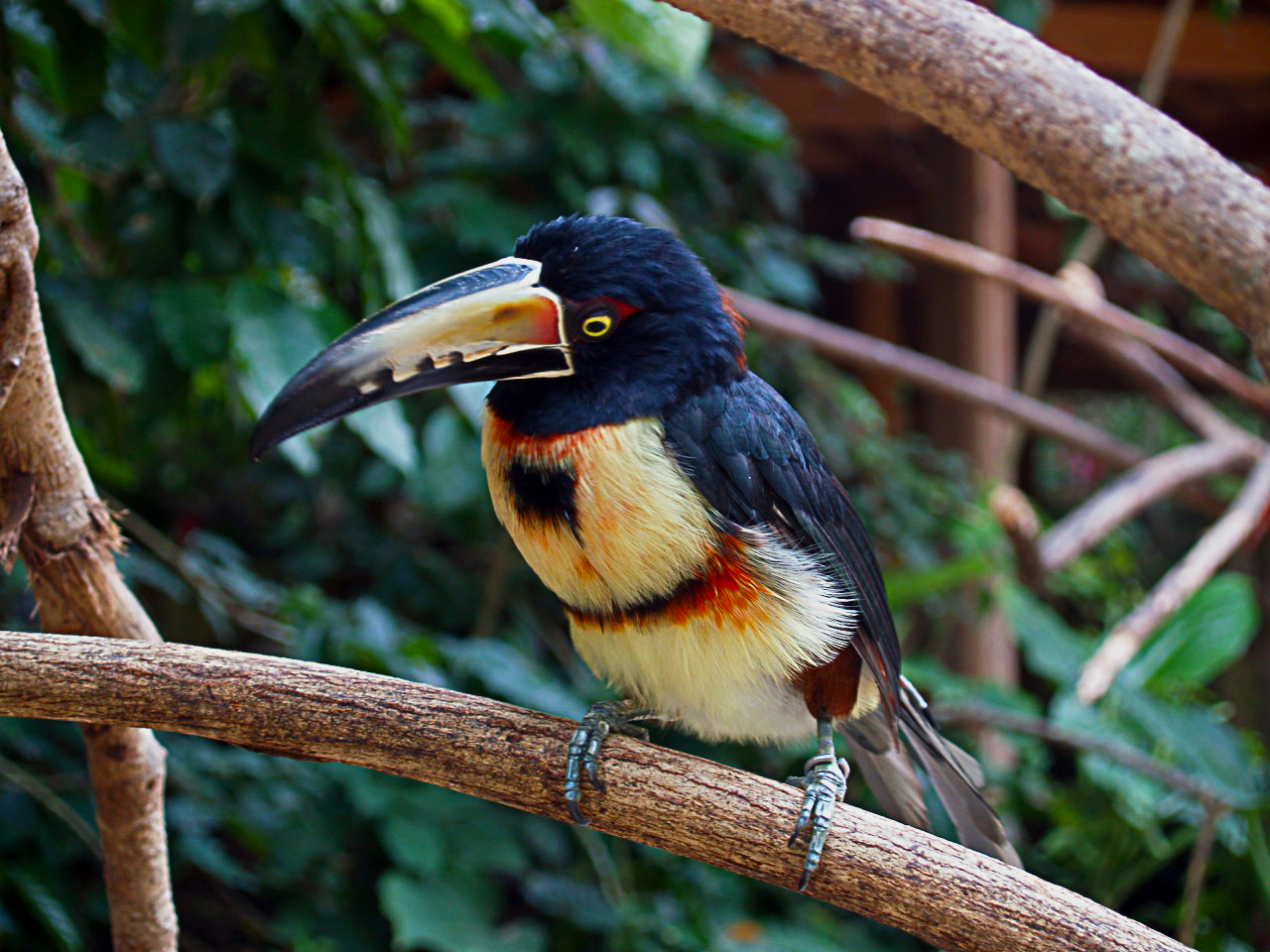
Nestlinge des Halsbandarassaris werden regelmäßig vom Goldkehltukan gefressen

Der Goldkehltukan lebt einzeln oder in Paaren, nur gelegentlich werden auch kleinere Trupps beobachtet. Tragen einzelne Baumgruppen jedoch besonders reichlich Früchte, können sich hier bis zu 20 Individuen versammeln. Gelegentlich ist er mit Dottertukanen und Küstentukanen vergesellschaftet. Obwohl sein Nahrungsspektrum überwiegend aus Früchten besteht, ist er ein opportunistischer Allesfresser. Zum Nahrungsspektrum gehören auch Insekten, Schlangen, Eidechsen und brütende Vögel. Der Goldkehltukan spielt in der Verbreitung einiger Pflanzenarten eine erhebliche ökologische Rolle. Er trägt beispielsweise wesentlich zur Verbreitung des Talgmuskatnussbaums bei. 45 Prozent der Samen dieses Baums, die von Vögeln gefressen werden, entfallen auf den Goldkehltukan.
Goldkehltukane verteidigen einzelne fruchttragende Bäume energisch gegenüber Nahrungskonkurrenten wie beispielsweise andere Tukanarten, aber auch gegenüber dem eigenen Partner. Zur tierischen Nahrung zählen Zikaden, Gespenstschrecken und schwärmende Termiten, außerdem kleine Säugetiere, Vögel, Eidechsen und Schlangen. Der Goldkehltukan sucht gezielt nach Vogelnestern und frisst beispielsweise regelmäßig Nestlinge des Halsbandarassaris und einzelner Tyrannenarten wie etwa des Trauertyrannen. Er wurde dabei beobachtet, wie er ein Doppelzahnweihen-Weibchen vom Nest verscheuchte, um anschließend das Gelege zu fressen. Auch eine gemeinschaftliche Jagd mit dem Partnervogel wurde bereits beobachtet. Dottertukanen folgt er gelegentlich zu fruchttragenden Bäumen und vertreibt diese anschließend.

## Fortpflanzung
Während des Balzrituals werden Lautäußerungen von vertikalen Kopfbewegungen begleitet. Bei der ersten Silbe werfen Goldkehltukane ihren Kopf in den Nacken und bewegen ihn dann mit mehreren ruckartigen Bewegungen wieder nach unten. Der Schwanz ist dabei nach oben gespreizt. Gegenseitige Gefiederpflege wurde beim Goldkehltukan ebenfalls bereits beobachtet. Männchen füttern außerdem die Weibchen mit hochgewürgtem Futter. Gelegentlich reicht das Weibchen das Futter wieder zurück oder füttert in Einzelfällen sogar das Männchen. 
Goldkehltukane nisten gewöhnlich in natürlichen Baumhöhlen, in seltenen Fällen nutzen sie auch aufgegebene Spechthöhlen. Über die Fortpflanzungsbiologie der Goldkehltukane ist ansonsten nur sehr wenig bekannt. Nach jetzigen Erkenntnissen ziehen sie zwei bis drei Junge je Gelege groß. Die Fortpflanzungszeit variiert mit der geographischen Breite und fällt beispielsweise in Costa Rica in den Zeitraum März bis Juni, während in Ecuador und Peru brütende Vögel und Jungvögel im Zeitraum Dezember bis Mai beobachtet werden. Beide Elternvögel sind an der Versorgung der Jungvögel beteiligt und verteidigen ihre Nisthöhle gegenüber möglichen Prädatoren. Ein Goldkehltukan wurde beobachtet, wie er einen Wickelbär vom Nistbaum vertrieb.

## Mensch und Goldkehltukan
Goldkehltukane werden in Zentral- und Südamerika regelmäßig von indigenen Völker für den menschlichen Verzehr gejagt. Sie gelten als sehr wohlschmeckend. Generell sind Goldkehltukane zwar eher scheue Vögel, da sie gleichzeitig aber sehr neugierig sind, können sie durch Pfiffe angelockt werden. Belegt ist, dass die Einwohner eines Dorfes in einem Zeitraum von zwei Wochen 57 Goldkehltukane erlegten.

## Belege

### Einzelbelege
1. ↑   BirdLife Factsheet zum Goldkehltukan, aufgerufen am 28. Dezember 2010
2. ↑   Lantermann, S. 198
3. ↑   Short et al., S. 429 und S. 430
4. ↑   Short et al., S. 428
5. ↑   Short et al., S. 429
6. ↑   Short et al., S. 429
7. ↑   Lantermann, S. 200
8. ↑   Short et al., S. 431
9. ↑   Short et al., S. 431
10. ↑   Short et al., S. 431
11. ↑   Short et al., S. 431
12. ↑   Short et al., S. 432
13. ↑   Short et al., S. 432
14. ↑   Short et al., S. 432
15. ↑   Short et al., S. 432
16. ↑   Short et al., S. 431 und S. 432